# Worthington George Smith
Worthington George Smith (Londres, 23 de marzo de 1835 - Dunstable, 27 de octubre de 1917) fue un naturalista, ilustrador botánico, autor, arqueólogo, micólogo botánico amateur inglés .
Smith inicialmente estudió arquitectura, pero luego aprovechó sus talentos artísticos hacia la ilustración. Escribió e ilustró varios libros sobre temas botánicos y de micología y jardinería, y brindando ilustraciones a un número de publicaciones incluyendo libros y revistas - tales como "The Builder". Sus contribuciones a la Arqueología incluye el descubrimiento de varios sitios significativos paleolíticos cerca de su domicilio de Dunstable en Bedfordshire.
Fue miembro de varias asociaciones incluyendo la British Mycological Society (BMS), la Sociedad linneana de Londres y la RSA.

## Libros

### Escritos e ilustrados por Smith
- Diseases of field and garden crops. Macmillan & Co. 1884

- Dunstable, the Downs, and the District. Homeland Association, 1907

- Man The Primeval Savage: His Haunts and Relics from the Hill-Tops of Bedfordshire to Blackwall

- Mushrooms and Toadstools: How to distinguish easily the differences between the Edible and Poisonous Fungi (Setas y hongos: ¿Cómo distinguir fácilmente las diferencias entre los hongos comestibles y venenosos). David Brogue, 1879

### Ilustrados por Smith
- Illustrations of the British flora etc. L. Reeve & Co. 1880

- Wright, John (Ed.). The Fruit Growers Guide (Guía de productores de frutas). Virtue & Co, Londres, ca. 1892

- La abreviatura «W.G.Sm.» se emplea para indicar a Worthington George Smith como autoridad en la descripción y clasificación científica de los vegetales.[2]